# Eric Neal
Pour les articles homonymes, voir Neal.
Eric James Neal, né le 3 juin 1924, est un homme d'affaires et homme politique australien. Il fut le trente-deuxième Gouverneur d'Australie-Méridionale (1996-2001) et le premier originaire du monde des affaires. Il est l'actuel chancelier de l'Université Flinders.

## Biographie
Il a un diplôme d'ingénieur de l'école des Mines d'Australie-Méridionale (école rattachée maintenant à l'Université d'Australie-Méridionale). Il fut par la suite CEO de la multinationale du bâtiment Boral. Il fut aussi directeur de la John Fairfax Holdings, la BHP, la Coca-Cola Amatil et l'AMP Limited et président de Westpac.
En 1950, il a épousé Joan Bowden.

## Distinctions
- Chevalier (Kt - 1982)[1]
- Compagnon de l'Ordre d'Australie (AC - 1988)[2]
- Commandeur de l'Ordre royal de Victoria (CVO -1992)[3]
- Médaille du Centenaire (Centenary Medal - 2001)[4]

## Sources
- (en) Cet article est partiellement ou en totalité issu de l’article de Wikipédia en anglais intitulé « Eric Neal » (voir la liste des auteurs).